# Фатма-султанија (ћерка Мурата II)
Фатма-султанија(тур. Fatma Sultan; 1429, Једрене) је била ћерка Мурата II и Хуме-хатун, и рођена сестра султана Мехмета II.

## Бракови
Султанија Фатма је рођена 1429. године у Једрену, као друга ћерка Хуме-хатун. Удата је 1444. године  за Заганос Мехмед-пашу (умро 1469), коме је султанија Фатма била друга жена. Какон брака, Заганос-паша је именован намесником Баликесира, где су живели Заганос и Фатма све до 1451. године, када њен брат постаје султан. Њен супруг је постављен за великог везира 1453. године. Након неуспешне опсаде Београда, паша је разрешен функције великог везира, где је добио чин намесника Баликесира, где га је и султанија пратила.
Из брака са Заганос-пашом, Фатма-султанија је имала синове Хамзу-бега и Ахмед-бега, који је био саветник султана Бајазита II.
Како се Заганос-паша оженио трећи пут 1462. године, јасно је да је султанија Фатма преминула пре 1461. године. Сахрањена је у својој гробници у Баликесиру.